# Ломел
Ломел (хол. Lommel) је општина у Белгији у региону Фландрија у покрајини Лимбург. Према процени из 2007. у општини је живело 32.141 становника.

## Становништво
Према процени, у општини је 1. јануара 2015. живело 33.852 становника.
| 1984.  | 2000.  | 2010. | 2015. |
| ------ | ------ | ----- | ----- |
| 26.094 | 30.433 | 32917 | 33852 |